# Aït Willul
Les Aït Willul, Aït Willoul, At Ouiloul ou At Willul (en amazigh : At Willul) sont une communauté berbère zénète, originaire de la ville côtière de Zouara (appelée At Willul en berbère,,) en Libye,. Ils parlent le twillult (berbère de Zouara).

## Étymologie
Les locuteurs se réfèrent à eux-mêmes en tant que At Willul (/at ˈwil.lul/ aussi /ajt ˈwil.lul/) « ceux de Willul » (prononcé Ouiloul). Willul est un leader légendaire pré-islamique ayant unifié les tribus qui forment la communauté de Zwara.
Ce terme peut faire référence aux Autololes antiques.